# ニッポン放送プロジェクト
株式会社ニッポン放送プロジェクト（ニッポンほうそうプロジェクト、英: Nippon Broadcasting Projects,Inc.）は、ニッポン放送の完全子会社で、フジサンケイグループに属する企業。

## 概要
1970年2月に株式会社ニッポン放送サウンドとして、ニッポン放送の100%出資（資本金300万円）で設立され、番組のセールスプロモーション・リプリント事業を開始。
1974年に現在の商号に変更。
1976年にラジオショッピング番組『ラジオリビング』の放送を開始し、1995年にニッポン放送出版を吸収合併。
ラジオショッピング『ラジオリビング』の制作・運営のほかに、『ニッポン放送 THEラジオパーク in 日比谷』などのイベント企画、広告代理店、フジサンケイグループを対象としたリース事業、衣料雑貨販売店『リサイクルブティック with you』・『dinos OUTLET byニッポン放送プロジェクト』の運営、場内FM放送（ミニFM）の運営・出版事業なども手がける。 

## 主な事業

### ラジオショッピング
売上高はラジオショッピング業界で首位。
1976年4月、ニッポン放送の午前帯ワイド番組『あおぞらワイド』でラジオショッピング番組『あおぞらリビング』を放送開始。
その後は平日の早朝・朝・昼・午後・夕方帯のワイド番組に進出。2011年1月より全ての時間帯でタイトルを『ラジオリビング』に統一。
ニッポン放送のアナウンサーと番組パーソナリティが商品を紹介するのが特徴で商品によっては実際に一週間使用した後の感想を述べることがある。
通販カタログとウェブサイトはニッポン放送のアナウンサーがモデルとして登場することがある。
ラジオショッピングの担当ディレクターはニッポン放送の子会社で番組制作会社の株式会社ミックスゾーン（旧株式会社サウンドマン）からの出向者が担当。

### イベント企画
- ニッポン放送 THEラジオパーク in 日比谷 - 企画・運営
- オールナイトニッポンGold Club - ウェブサイト。現在は閉鎖。

など

### 衣料雑貨販売
- with you - 中古ブランド衣料雑貨の受託販売。デパート内で9店舗（2017年7月現在）運営。
- dinos OUTLET byニッポン放送プロジェクト - ディノス・セシールと共同でディノスのアウトレット衣料雑貨を販売。4店舗（2017年7月現在）運営。
- dinos collection by ニッポン放送プロジェクト - ディノスのカタログ商品を販売。現在は、閉店。

### 出版
1995年に吸収合併した『株式会社ニッポン放送出版』の事業を引き継ぎ、オールナイトニッポンの番組本や、ニッポン放送の番組関連の書籍を発売。
発行元は当社で、発売元は同じフジサンケイグループの扶桑社（旧 サンケイ出版）となることが多い。
1990年に発売された加藤諦三『アメリカインディアンの教え』（発行元 ニッポン放送出版、発売元 扶桑社、ISBN 4-594-01137-3）は発行部数62万部のベストセラーで、シリーズ累計100万部以上を記録。なお新装版の発行元は、ニッポン放送となっている。

### 場内FM放送
- ジャイアンツFM - 読売ジャイアンツ 東京ドーム
- FM GO REDS GO - 浦和レッドダイヤモンズ 埼玉スタジアム2002
- F1グランプリ
- フォーミュラニッポン
- フジサンケイクラシック
- 障碍者スポーツ大会

など

### リース事業
フジサンケイグループを対象としたリース事業を展開。
フジサンケイグループ各社の什器・OA機器、放送設備・スタジオ設備・編集機器・中継車、産業経済新聞社の新聞印刷機・報道ヘリコプターなどをリースしている。